# Sham 69
Sham 69 ist eine britische Punk-Band, die 1975 in Hersham in der Grafschaft Surrey gegründet wurde. Ihren größten Erfolg hatte die Band 1978 mit dem Titel If the Kids Are United, mit dem sie rivalisierende Jugendbanden zur Einigung aufrief.

## Bandname
Der Name bezieht sich auf den örtlichen Amateurfußballclub „Walton & Hersham F.C.“ und entstand, als Jimmy Pursey, der Sänger der Band, ein halb verblasstes Graffiti mit dem Wortlaut Walton & Hersham ’69 auf einer öffentlichen Herrentoilette las. Das Graffito bezog sich auf den Titelgewinn des Clubs in der Premier Division der Athenian League im Jahre 1969. Hierdurch ergab sich ein Wortspiel mit dem darin enthaltenen englischen Wort sham (unecht, vorgetäuscht, nur zum Schein).

## Geschichte
Gegründet wurde die Band von Sänger und Songwriter Jimmy Pursey zusammen mit dem Gitarristen Dave Parsons, dem Bassisten Albie Slider und dem Schlagzeuger Mark Cain. Sie gaben ihr erstes Konzert in der „Guildford University“, spielten dann bei jeder sich bietenden Gelegenheit, im Londoner Roxy Club und als Vorband von Chelsea, The Lurkers und The Cortinas in der „Acklam Hall“. Dort wurden sie von John Cale entdeckt, der sie weitervermittelte. Ihre erste Single I Don’t Wanna  erschien noch bei dem kleinen Label „Step Forward“, während sie für das erste Album Tell Us the Truth bereits im Frühjahr 1978 bei Polydor unterschrieben. Albie Slider wurde inzwischen Tourmanager der Band und übergab den Bass an Dave „Kermit“ Tregunna. Das Album, welches zur Hälfte aus Liveaufnahmen besteht, wurde von Sire Records zusätzlich in den USA veröffentlicht.
Eine weitere Live-LP That’s Life erschien ebenfalls 1978. Es folgten danach eine Reihe von Hit-Singles und Sham 69 wurde immer populärer. Die Band zog jedoch sehr unterschiedliches Publikum an und es kam immer öfter zu Schlägereien während ihrer Livekonzerte. Diesen Ruf als Krawallmacher bekamen sie nicht mehr los. Manche Konzerte wurden zu regelrechten politischen Partys der rechtsextremen und rassistischen Gruppierungen, obwohl sich Pursey offen gegen die Nationale Front aussprach.
Das dritte Album The Adventures of the Hersham Boys wurde zwar wieder ein großer kommerzieller Erfolg, aber die wachsende Gewalt auf den Livekonzerten machte der Band gehörig zu schaffen. Pursey begann deshalb andere Bands zu produzieren und eine neue musikalische Richtung einzuschlagen. Der Schlagzeuger Mark Cain verließ die Band und Ricky Goldstein rückte nach. Nachdem das vierte Album The Game nur schwache Kritiken bekam und auch bei den Fans nicht besonders gut ankam, lösten sich Sham 69 1980 auf. Rick Goldstein, Dave Tregunna und Dave Parsons gründeten daraufhin zusammen mit Stiv Bators die Gruppe The Wanderers. Jimmy Pursey versuchte sich als Solist.
1987 ließen Pursey und Parsons die Band wieder aufleben, gingen wieder auf Tour und brachten einige Platten heraus. Pursey verfolgte daneben noch seine Solokarriere und stieg 2006 wieder ganz bei Sham 69 aus. Nach einer Pause und mit dem neuen Sänger Tim V startete die Band 2007 ein Comeback.

## Coverversionen
Ihr Hit If the Kids Are United wurde mehrfach gecovert, unter anderem von Atari Teenage Riot, Rancid, Manic Hispanic (If the Vatos Are United), Die Toten Hosen auf dem Album Learning English Lesson One und dem deutschen Schlagersänger Benny. Auch die Punkrockband Die Goldenen Zitronen zitiert in ihrem Lied Für immer Punk diese Textzeile, genau so wie Bad Religion in ihrem Titel Robin Hood in Reverse. Sie wurden auch z. B. von den Dropkick Murphys (Hey Little Rich Boy) oder den Street Dogs (Borstal Breakout) gecovert. Das Hannoveraner Punkrockduo Abstürzende Brieftauben brachte 1990 auf ihrer LP Der letzte macht die Tür zu eine eingedeutschte Version von Borstal Breakout heraus (Ich will nicht nach Hause).

## Diskografie
Alben
- 1978: Tell us the Truth
- 1978: That’s Life
- 1979: The Adventures of Hersham Boys
- 1980: The Game
- 1988: Volunteer
- 1991: Information Libre
- 1993: Kings & Queens
- 1993: BBC1 – Live in Concert
- 1995: Soapy Water & Mr. Marmalade
- 1997: A Files CD
- 2001: Direct Action: Day 21
- 2007: Western Culture
- 2010: Who Killed Joe Public
- 2013: Their Finest Hour
- 2015: It’ll End in Tears
- 2021: Black Dog